# Apple A5
L'Apple A5 e A5X sono processori Package on Package (PoP) system-on-a-chip (SoC) progettati da Apple Inc, prodotti da Samsung e costruiti da TSMC come evoluzione dell'Apple A4. Il processore venne presentato durante la presentazione del tablet iPad 2 e viene utilizzato per il telefono iPhone 4S, iPad (terza generazione), iPad mini (prima generazione), iPod touch quinta generazione e per la Apple TV.
Il numero di modello è: S5L8940X (A5) e S5L8945X (A5X).
Il processore risale al 2011.

## Progetto
Il progetto dell'A5 è basato su un processore dual core ARM Cortex-A9 MPCore con set di istruzioni ARMv7 con unità NEON SIMD e processore grafico dual core PowerVR SGX543MP2. Apple dichiarò che il processore aveva una frequenza di funzionamento di 1 GHz, ma questa è la frequenza massima di funzionamento dato che il sistema regola dinamicamente il clock per contenere i consumi del sistema. Apple ha incluso nel processore alcune customizzazioni; la prima è un'unità di image processing (ISP), utilizzata per operazioni di processing delle immagini, come il riconoscimento dei volti, il bilanciamento del bianco nelle fotografie o la stabilizzazione automatica del filmati. Un'altra customizzazione è l'unità "earSmart", utilizzata per cancellare il rumore ambientale durante le telefonate.
Apple, durante la presentazione, dichiarò che il processore era due volte più potente del precedente processore Apple A4 e che il comparto grafico era nove volte più potente del predecessore. Il contenitore dell'A5 racchiude 512 MB di memoria a basso consumo DDR2 a 533 MHz. Alla presentazione si è stimato che il nuovo processore costasse il 75% in più del predecessore.
Al dicembre 2011 il processore A5 è prodotto nello stabilimento Samsung di Austin, in Texas. Samsung ha investito nello stabilimento 3.6 miliardi e sebbene lo stabilimento sia in grado di produrre chip di diverso tipo (processori, memorie, ecc.), la quasi totalità della capacità produttiva è dedicata alla produzione dell'A5.

### Apple A5 (S5L8940)

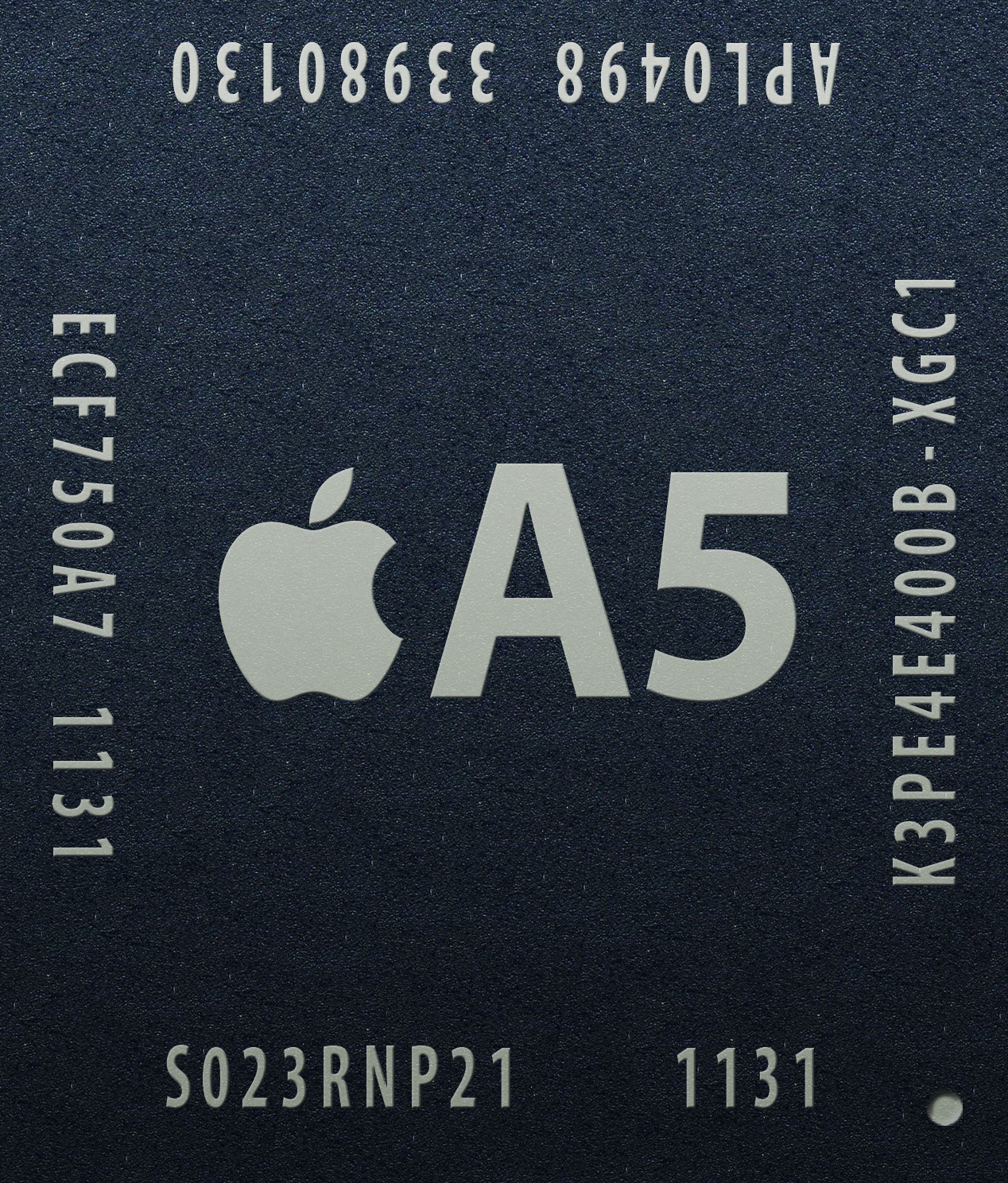
Apple A5 chip

La versione S5L8940 è stata utilizzata per l'iPad 2 (prodotti fino a Marzo 2012) e l'iPhone 4S, a differenza delle versione successive adotta un processo produttivo a 45nm ed occupa un'area di 122,2 mm2.

### Apple A5R2 (S5L8942)
Apple utilizza la seconda versione del chip A5 per la terza generazione di Apple TV e per gli iPad 2 prodotti dal 7 marzo 2012 nonché per gli iPod Touch di 5ª Generazione e per l'iPad mini. Queste versioni si differenziano dalla precedente per il diverso processo produttivo, il processore viene prodotto con un processo a 32 nm (la prima versione utilizzava un processo a 45 nm). Il nuovo processo ha permesso di ridurre la dimensione del chip del 40% (da 122,2mm2 a 69,6mm2 ) e di incrementare l'autonomia del dispositivo sino a due ore. L'Apple TV utilizza un processore con un solo core attivo mentre nell'iPad 2, nell'iPod Touch di 5ª Generazione e nell'iPad mini viene montato un processore con entrambi i core funzionanti.

### Apple A5R3 (S5L8947)
Questa versione del chip A5 è stata utilizzata solo nell'Apple TV di 3ª generazione (Rev A), diversamente dalle versioni precedenti contiene un solo core della CPU. Questa versione occupa un'area di 37.8mm2, grazie a un nuovo design creato specificatamente per la terza generazione di Apple TV.

### Apple A5X (S5L8945)

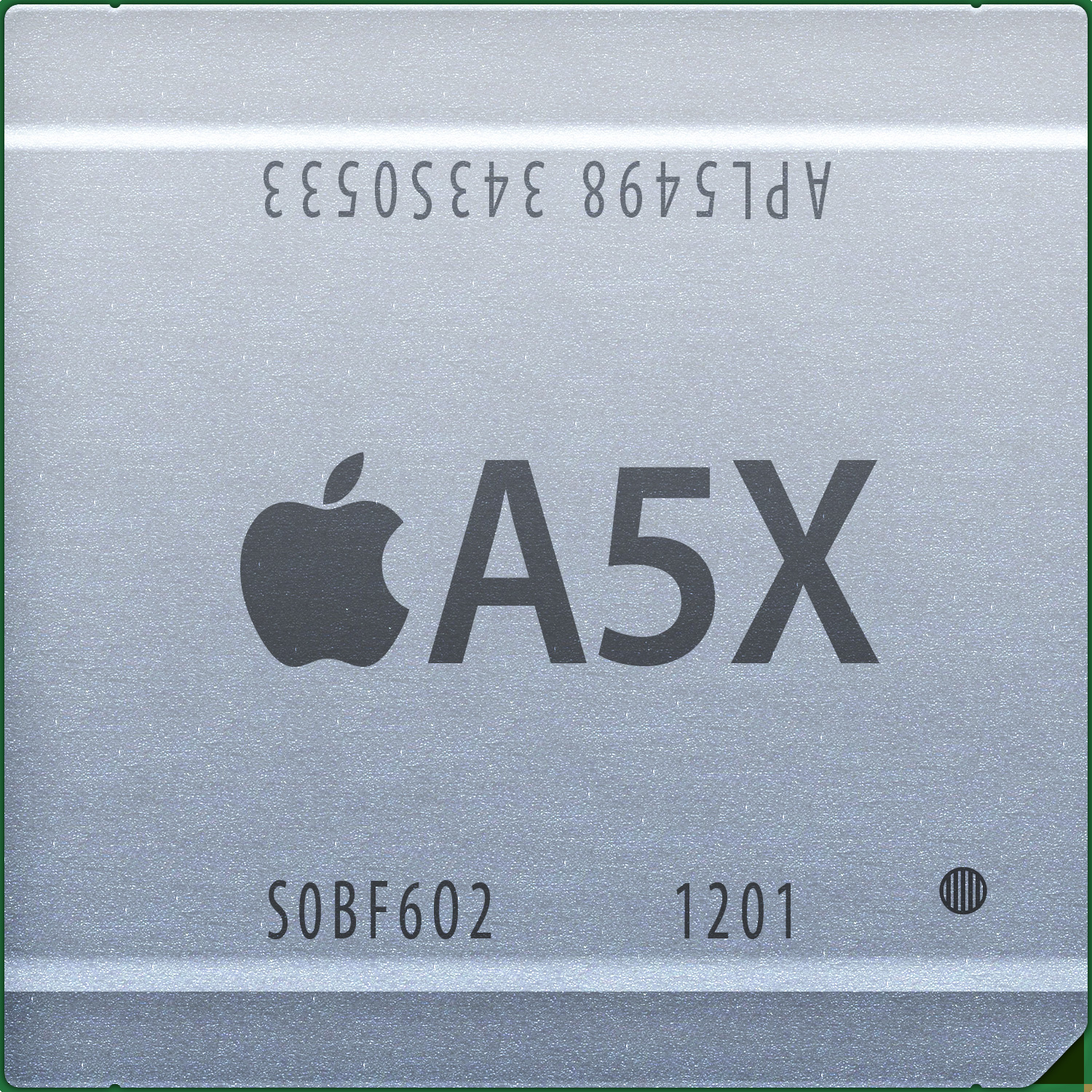
Apple A5X chip

Apple ha presentato l'AppleA5X il 7 marzo 2012 con la presentazione dell'iPad di terza generazione. L'A5X è dotato di un processore dual core a 1 GHz (lo stesso dell'Apple A5), ma il comparto grafico è basato su un processore quad core PowerVR SGX543MP4. L'A5X, a differenza dell'originale A5, utilizza una memoria esterna e non inclusa nel package; il processo produttivo rimane a 45 nm. Il raddoppio del comparto grafico ha prodotto un aumento del die che è passato dai 132,4 mm2 dell'originale A5 ai 165 mm2 dell'A5X, con un aumento del 25%.